# Кривозерко
Кривозерко — посёлок в Плесецком районе Архангельской области. Входит в состав Савинского городского поселения.

## География
Посёлок расположен в нескольких километрах от Савинского.
Часовой пояс
Посёлок Кривозерко, как и вся Архангельская область, находится в часовой зоне МСК (московское время). Смещение применяемого времени относительно UTC составляет +3:00.

## Население
| 2002 | 2010 | 2012 |
| ---- | ---- | ---- |
| 53   | ↘30  | ↗41  |